# هنريا ليش ويليامز
هنريا ليش ويليامز (بالإنجليزية: Henria Leech Williams) (من مواليد 6 يناير عام 1867 - 2 يناير عام 1911) ناشطة بريطانية لحق المرأة في التصويت. نظمت اجتماعات محلية وشاركت بمظاهرات لدعم حق التصويت للمرأة. توفيت بعد شهرين من مظاهرة «الجمعة السوداء»، ربما نتيجةً لحالة صحية كانت تعاني منها في الأصل وتفاقمت بسبب الممارسات العنيفة التي تعرضت لها.

## دورها في حركة التصويت
دعمت ويليامز بشدة قضية التصويت للمرأة إذ كانت معروفة بارتدائها للألوان الخاصة بهذه القضية وهي البنفسجي والأبيض والأخضر. كان يُنظر إليها محليًا على أنها «سيدة غريبة الأطوار إلى حد ما»: فأثناء حديثها «كانت تتحدث بسيل من البلاغة بعفوية كبيرة» أما عندما كانت تستمع إلى الآخرين في اجتماع مثلًا «لم يكن بمقدورها إخفاء حماسها». كان لها حضورًا مميزًا في الاجتماعات حيث «حماسها القوي والعفوي لاقى إقبالًا واسعًا بين الناس، الأمر الذي تميزت به». نشرت أيضًا ملصقات كبيرة خارج منزلها تُظهر معاناة التغذية القسرية لمناصري حق التصويت المسجونين.
عقدت ويليامز اجتماعًا محليًا في 28 نوفمبر عام 1905 للاستماع إلى قادة رابطة حرية المرأة مع فيوليت/إيرين تيلارد وأليس سكوفيلد. عُدت ويليامز مصدر إلهام للانضمام إلى الحركات الأكبر في الاحتجاج في لندن، حيث شاركت في استطلاع الأصوات والمظاهرات الأخرى.
في 29 يونيو عام 1909، كانت ويليامز من بين أكثر من 100 امرأة ممن تم اعتقالهن مع زعيمة الاتحاد الاجتماعي والسياسي للمرأة إميلين بانكيرست وإميلي دافيسون لمحاولتهما دخول مجلس العموم. في جلسة الاستماع في محكمة شرطة بو ستريت في 9 يوليو، تم تأجيل القضايا المرفوعة ضد ويليامز وآخرين متهمين بالعرقلة إلى أجل غير مسمى، لكن 14 من المتظاهرين كانوا قد سُجنوا بتهمة تحطيم نوافذ المباني الحكومية.

شاركت ويليامز أيضًا في مظاهرة حق التصويت في 18 نوفمبر عام 1910، عندما سارت عدة مئات من النساء إلى مجلسي البرلمان. أصبحت هذه المظاهرة تُعرف باسم الجمعة السوداء بسبب الاستجابة العنيفة، بما في ذلك العنف الجنسي، التي مورست على يد الشرطة وحشد من المارة. على حد تعبيرها قالت:
بعد أن ضربني أحد رجال الشرطة مطولًا، أمسك بي بيده القوية مثل الحديد ضاغطًا على قلبي. لقد آلمني كثيرًا لدرجة أنني في البداية لم يكن لدي القدرة على إخباره بما كان يفعله. لكنني علمت أنه ما لم أبذل جهدًا قويًا للقيام بذلك فسوف يقتلني حتمًا. لذلك جمعت كل قوتي الجسدية وأمرته برفع يده عن قلبي. ومع ذلك، لم يعتقلني هذا الشرطي على الرغم من أنه كان ثالث أو رابع شرطي يقوم بضربي. بعد أن قام الشرطي الأول بالضغط على ذراعي وركل قدمي وإيذائي بطرق مختلفة، جعلني أعتقد أنهم سوف يعتقلوني أخيرًا، لكن كل منهم كان يأخذني إلى حافة الحشد الكثيف، ثم وبدون أي رحمة يدفعني في الاتجاه المعاكس لبضع دقائق، شككت إذا كان بإمكاني الحفاظ على وعيي وسط كل ذلك، إذ كنت بالكاد ألتقط أنفاسي لفترة طويلة قبل أن يتركوني أخيرًا بين الحشد.. أخيرًا، كنت منهكة جدًا لدرجة أنني لم أستطع الخروج مرة أخرى مع الدفعة الأخيرة في مساء ذلك اليوم. على الرغم من عدم كسر أطرافي، إلا أني كنت أعاني من ألم شديد في ذراعي وجوانبي وكاحلي الذي استمر لعدة أيام بعد ذلك. لكن كل ذلك لم يكن سيئًا بقدر القلق والإرهاق الداخلي الذي كنت أشعر به. أنقذني رجل نبيل في اليوم الأول ثلاث مرات. وبعد المرة الثالثة، قال للشرطي، الذي تصادف أنه هو نفسه أيضًا في كل مرة، «هل ستعتقل هذه السيدة، أم أنك ستقتلها؟» لكنه لم يعتقلني، بل تركني وحدي لبعض الوقت بعد ذلك.
كتب الرجل الذي أنقذها، يُدعى فرانك ويتي، في وقت لاحق رسالة عن أسفه جراء المعاملة العنيفة للنساء بدلًا من الاعتقالات تبعًا للقانون، في النشرة الإخبارية فوتس فور وومن الصادر عن الاتحاد الاجتماعي والسياسي للمرأة على النحو التالي:
لقد رأيت... مناظرًا قد جعلتني أشعر بالخجل من بلدي؛ إحدى الحالات القاسية كانت لسيدة شجاعة... كانت في حالة شبه إغماء لدرجة أنها بالكاد كانت تستطيع الوقوف. مرة بعد مرة، بشجاعة كافية لتجعل عناصر الشرطة تخجل من أداء واجبها الواضح واعتقالها، حاولت السيدة تجاوز حاجز التطويق. وقفت إلى جانبها لأفعل ما بوسعي لمساعدتها ودعمها في كفاحها الشجاع واليائس بنفس الوقت. في البداية حاولت إقناعها بترك الحشد، لكن... لاحظت قوة إرادتها وتصميمها على «إما القيام بذلك أو الموت»... فكان كل ما يمكنني فعله هو محاولة مساعدتها بأفضل ما لدي ودرء الضربات والركلات والإهانات قدر الإمكان عن جسدها المتعب أصلًا... مرة بعد مرة أجبرتنا الشرطة على العودة إلى الحشد بممارسات من العنف والوحشية غير الضروريين على الإطلاق. في هذه الحالات، كان عليّ أن أضع ذراعي حولها لمنعها من السقوط تحت أقدام الخيول، أو الأسوأ من ذلك، تحت أقدام الحشود.
في يوم الثلاثاء التالي، في 22 نوفمبر عام 1910، انضمت ويليامز إلى وفد للاحتجاج على رئيس الوزراء السيد أسكويث في شارع داونينغ 10. عندما التقوا به في الطريق، زُعم في بعض التقارير أن ويليامز قد صرخت بوجه أسكويث قائلةً «أنت تفرض ضرائب كبيرة على النساء مثل الرجال، ومع ذلك لا يتم تمثيل النساء في البرلمان». تشير تقارير أخرى ببساطة إلى محادثة عابرة انتهت قبل أن تتمكن من قول الكثير بعدما أطلق شرطي صفارته لسيارة أجرة لمرافقة أسكويث، «ما أثار استياء المشاركين في المظاهرة». يُزعم أيضًا أن ويليامز قد تمكنت من تحطيم نافذة سيارة الأجرة إلى أن تم إبعادها وهي تصرخ قائلةً «خائن!» و «جبان».